# Veliko razvodno gorje
Veliko razvodno gorje (Great Dividing Range) je najvažniji planinski lanac u Australiji. Proteže se uz istočnu obalu kontinenta kroz australske savezne države Queensland, New South Wales i Victoria. Na njemu se nalazi najviši vrh Australije Mount Kosciuszko.

## Zemljopis
Veliko razvodno gorje je planinski lanac koji se proteže od poluotoka York na sjeveroistoku Australije duž tihooceanske obale sve do Melbournea na jugu Australije. Gorjem prolazi razvodnica Indijskog i Tihog oceana u Australiji (prema njoj je gorje dobilo ime). Istočno od gorja postoje kratke rijeke koje se ulijevaju u Tihi ocean, a mnogo veći prostor zapadno od gorja pripada slijevu Indijskog oceana.
Unutar planinskog lanca postoje mnoge značajne planine (najvažnije su Australske Alpe, Blue Mountains i Snowy Mountains). Postoji mnogo kanjona i kratkih rijeka. Unutar gorja se nalazi australski glavni grad Canberra. Na gorju se nalazi 36 nacionalnih parkova, te je velik njegov dio pod posebnom zaštitom.